# 永井奈都
永井 奈都（ながい なつ、1981年（昭和56年）11月1日 - ）は、日本の女子プロゴルファー。京都府京都市生まれ。身長162cm　体重52kg　血液型O型。

## 経歴・人物
9歳の時から父親の手ほどきを受けた。立命館宇治高等学校・立命館大学経営学部卒業、立命館大学3回生時にプロテストに合格、『現役女子大生プロ』として話題になる。2002年9月1日入会（74期生）。
2007年より5年間でツアーホールインワン5回達成（2011年9月現在）。
2009年には賞金49位となり、翌年のシード権を初めて獲得した。
2011年より新大阪ゴルフクラブ所属。
2011年の樋口久子森永製菓ウイダーレディスでは2日目首位に立ったが、6位で終えた。
極端な縦振りで、お祓い打法ともいわれる独特のスイングと愛らしい仕草で人気を博す。
2012年9月に開催されたマンシングウェアレディース東海クラシックで、先行する全美貞を最終日に逆転して初優勝を飾った。